# Kostera rogata
Kostera rogata, kostera rogaczek (Lactoria cornuta) – gatunek morskich ryb rozdymkokształtnych z rodziny kosterowatych i rodzaju Lactoria. Nazywana jest czasem rybą pudełkiem.

## Występowanie
Ocean Indyjski i Spokojny; Morze Czerwone, wybrzeże Afryki Wschodniej, poprzez południe Japonii (gdzie oblewają ją wody Oceanu Spokojnego), aż po wyspę Lord Howe. Przebywa przy rafach koralowych w tropikalnych morskich wodach na głębokości od 18 do 100 m.

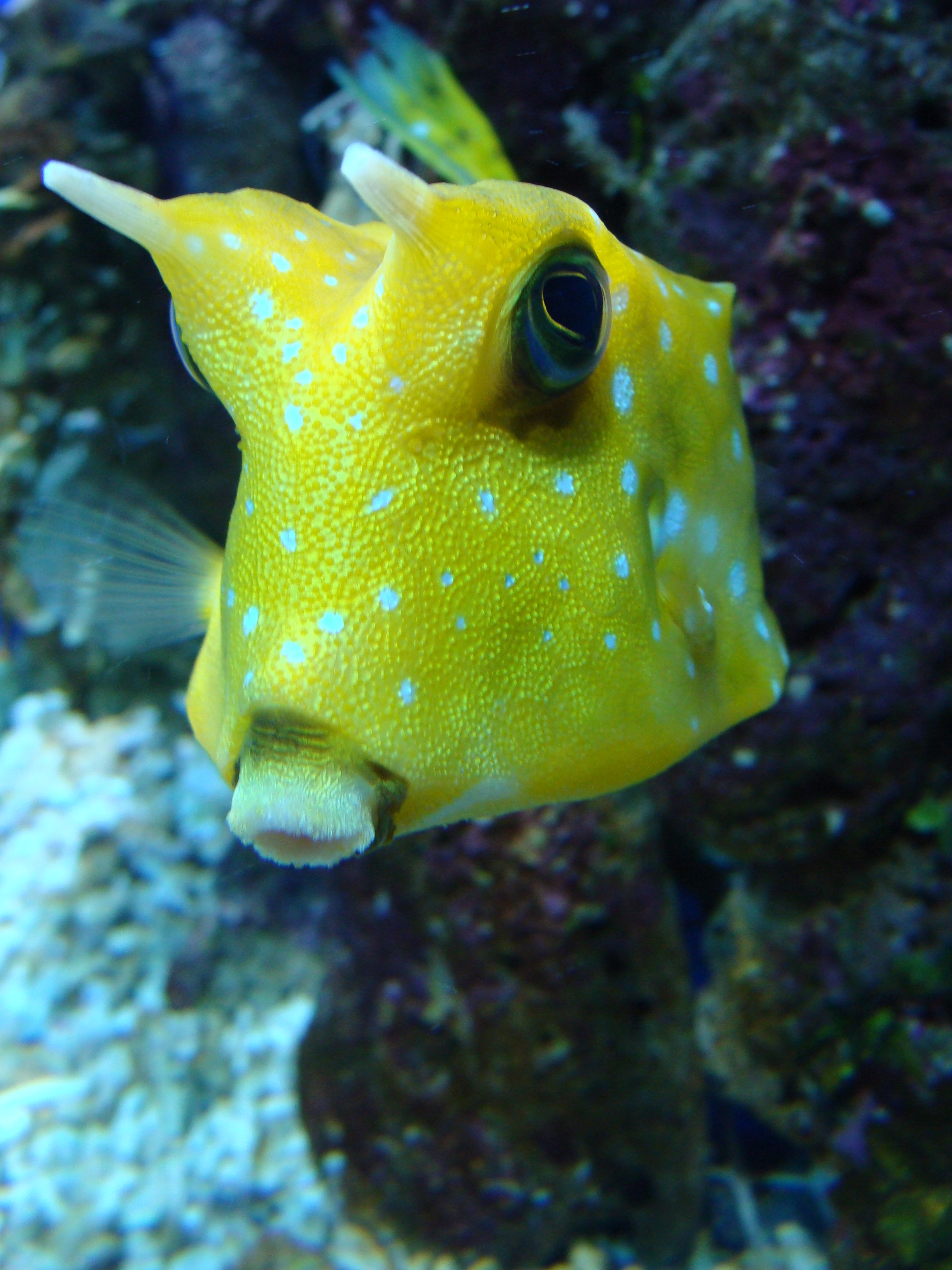
Ujęcie kostery rogatej z przodu

## Charakterystyka
Zamiast łusek całe ciało ryby pokryte jest pancerzem zbudowanym z wielokątnych płytek kostnych (przypominającym karapaks żółwi). Ryba swym wyglądem przypomina krowę lub byka z rogami, dlatego jej zwyczajowa nazwa w wielu językach to ryba krowa. Ma cztery charakterystyczne wyrostki przypominające rogi. Dwa powyżej oczu skierowane do przodu i dwa w okolicach płetwy odbytowej skierowane do tyłu. Na żółtym lub oliwkowym ciele zauważalne są turkusowo-zielonkawe plamki. Ma gruczoły, które wydzielają trującą substancję ostracytoksynę. Ryba przebywa głównie w dolnych partiach zbiornika.
Brak wyraźnego dymorfizmu płciowego. Samiec dorasta do 46 cm długości, najczęściej jednak osiąga  około 40 cm.
Swoim wyglądem przypomina byka z rogami, dlatego w wieku językach tłumaczenie jej imienia oznacza ryba krowia.

## Hodowla w akwarium
Charakterystyczny wygląd, atrakcyjne ubarwienie i interesujący sposób poruszania się sprawiają, że ryba ta jest chętnie kupowana. Jednak w sprzedaży najczęściej oferowane są rybki o wielkości zaledwie od 2 do 3 cm. Kupujący najczęściej nie zdają sobie sprawy, że mogą one osiągnąć w akwarium rozmiar nawet do około 30 cm i nie będą się nadawały do przeciętnego zbiornika. Ryba ta żywi się wszelkiego rodzaju bezkręgowcami, dlatego może zjeść pozostałych mieszkańców akwarium. Natomiast w przypadku jej śnięcia lub uszkodzenia ciała wydziela bardzo silną truciznę o nazwie ostracytoksyna i może się zdarzyć, że otruje wszystkie organizmy znajdujące się w zbiorniku. Przy zapewnieniu odpowiednich warunków i odpowiedniej pielęgnacji ryba ta może być jednak z powodzeniem hodowana w akwarium. Zbiornik powinien być jasny i przestronny. Podłoże piaszczyste i zbudowane z kamieni kryjówki, aby zapewnić możliwość ukrycia się rybie. Temperatura wody od 24 do 30 °C.